# Hervé Dumez
Hervé Dumez, né le 5 juin 1957, est un chercheur français.
Directeur de recherche au CNRS et professeur à l’École polytechnique, il dirige le Centre de recherche en gestion de l’École polytechnique (i3-CRG) et l’Institut interdisciplinaire de l’innovation (i3, UMR CNRS 9217). Ses recherches portent sur les interactions entre stratégies d’entreprises, structuration des marchés et régulation.

## Biographie

### Formation
Hervé Dumez est un ancien élève de l’ENS-Ulm (L 1978). Après une maîtrise de philosophie dirigée par François Dagognet (Lyon II), son mémoire de DEA en épistémologie et histoire de la pensée économique (université Panthéon-Sorbonne) porte sur l’articulation entre économie et sociologie dans la pensée de Vilfredo Pareto. Sa thèse de doctorat, menée sous la direction de Raymond Boudon et effectuée au Centre de recherche en gestion de l’École polytechnique, est publiée aux Presses universitaires de France en 1985 sous le titre L’Économiste, la Science et le Pouvoir : Le Cas Walras. Il est titulaire de l’habilitation à diriger des recherches (université Paris-Dauphine, 1998).

### Recherches menées
Avec Alain Jeunemaître, il a mené une série de recherches sur la fin du contrôle des prix en France, la politique européenne de la concurrence et la régulation des marchés financiers. Il s'est également penché sur la question de la restructuration du contrôle aérien en Europe et a travaillé brièvement sur la net économie à ses débuts. Leurs recherches portent sur les interactions complexes entre stratégies des entreprises, logiques de marché et politiques de régulation. Lors des vagues successives de la crise Covid en 2020-2021, il a réalisé une centaine d’entretiens avec Étienne Minvielle dans le système de santé (médecins, infirmiers, directeurs d’hôpitaux, fonctionnaires d’administration centrale, d’ARS, membres de cabinets ministériels, médecin généraliste, pharmacien, kinésithérapeute, étudiante en médecine) pour comprendre comment la crise avait été gérée. Fondée sur ces témoignages, cette recherche est sans doute la plus approfondie parmi celles qui ont été menées sur cette période.

### Concepts travaillés
Il a travaillé sur les concepts de coopétition (avec Colette Depeyre, Paul Chiambaretto, Alain Jeunemaître, Benjamin Lehiany), de globalisation des marchés (avec Alain Jeunemaître), de responsabilité sociale des entreprises et de stratégies collectives (avec Julie Bastianutti), de performativité (avec Eric Abrahamson et Héloïse Berkowitz), de méta-organisation (en) (avec Héloïse Berkowitz et Sandra Renou).

### Activités
Hervé Dumez est directeur de recherche au CNRS et professeur à l’École polytechnique. Il dirige le Centre de recherche en gestion de l’École polytechnique (i3-CRG) qui est une des équipes de l’Institut interdisciplinaire de l’innovation (i3, UMR CNRS 9217) qu’il dirige depuis 2015. Il préside la Société française de management (SFM) de 2014 à 2018.
Depuis 2005, il édite un bulletin électronique trimestriel, le Libellio d’Aegis, qui propose des comptes rendus de livres et des articles de réflexion  (ISSN 2268-1167).
Il a été visiting professor au M.I.T. (2001) et à Score-Stockholm School of Economics (2012).
Il est chevalier de l’ordre du mérite et l’auteur de Incertain Paul Valéry, Arléa, 2016 et de Pensées pour soi écrites par d’autres, Arléa, 2020.

## Publications
- (en) Hervé Dumez et Sandra Renou, How Business Organizes Collectively : An Inquiry on Trade Associations and Other Meta-Organizations, Cheltenham, Edward Elgar, 2020.
- (en) Hervé Dumez, Comprehensive Research : Methodological and Epistemological Introduction to Qualitative Research, Copenhague, Copenhagen Business School Press, 2016.
- Hervé Dumez, Méthodologie de la recherche qualitative, Paris, Vuibert, 2016, 2e éd. augmentée.
- (en) Hervé Dumez et Alain Jeunemaître, Understanding and Regulating the Market at a Time of Globalization : The Case of the Cement Industry, Basingstoke, Palgrave Macmillan, 2000.
- Hervé Dumez et Alain Jeunemaître, Évaluer l’action publique : Régulation des marchés financiers et modèle du mandat, Paris, L’Harmattan, 1998.
- Hervé Dumez et Alain Jeunemaître, La Concurrence en Europe, Paris, Éditions du Seuil, 1991. (traductions en portugais et en turc)
- Hervé Dumez et Alain Jeunemaître, Diriger l'économie : L'État et les prix en France 1936-1986, Paris, L'Harmattan, 1989.
- Hervé Dumez, L'Économiste, la Science et le Pouvoir : Le Cas Walras, Paris, Presses universitaires de France, 1985.
- Hervé Dumez et Étienne Minvielle, Voyage au cœur du système de santé. 100 témoignages pour apprendre à gérer avec la crise, Paris Eska, 2021

## Livres édités
- Girin Jacques (2016), Langage, organisations situations et agencements (édité par Jean-François Chanlat & Hervé Dumez), Québec, Presses de l'Université Laval. ] Prix du meilleur ouvrage de recherche, Fnege, 2017][15].
- Bayart Denis, Borzeix Anni & Dumez Hervé (2010), Langage et Organisations : Sur les traces de Jacques Girin, Palaiseau, Presses de l’École polytechnique.
- Dumez Hervé et Suquet Jean-Baptiste [ed.] (2009), Les Jeux de la règle. Une approche interdisciplinaire, Paris, l’Harmattan.
- Dumez Hervé [ed.] (2008), Rendre des comptes. Nouvelle exigence sociétale, Paris, Dalloz.
- Dumez Hervé [ed.] (2004), Gouverner les organisations, Paris, l'Harmattan.
- Dumez Hervé [ed.] (2001), Management de l’innovation, management de la connaissance, Paris, l’Harmattan.